# Jussara diadematus
Jussara diadematus is een hooiwagen uit de familie Sclerosomatidae.